# Nils Andrén
Nils Bertel Einar Andrén (* 12. Mai 1918 in Stockholm; † 25. September 2004 ebenda) war ein schwedischer Politikwissenschaftler und Hochschullehrer.

## Leben und Wirken
Nils Andrén studierte Politikwissenschaft an der Universität Uppsala, wo er 1947 promovierte. Hieran schloss sich eine kurze Zeit als Dozent an dieser Universität sowie an der Universität Göteborg an. Bereits 1948 wurde er an der Universität Göteborg zum Professor ernannt. Im Jahre 1950 wechselte er als Dozent an die Universität Stockholm, wo er 1953 auf eine Professur für Politikwissenschaft berufen wurde. Diese Professur hatte er bis zum Eintritt in den Ruhestand 1983 inne, unterbrochen von einer Professur an der Universität Kopenhagen von 1967 bis 1969. Während seiner Lehr- und Forschungstätigkeit entwickelte Andrén neben Arbeiten zum politischen System einen besonderen Schwerpunkt auf dem Bereich Sicherheitspolitik insbesondere Schwedens und der Neutralität der nordischen Staaten.
Neben seiner Arbeit als Hochschullehrer war Nils Andrén als Berater bzw. Mitarbeiter für den schwedischen Reichstag, den Nordischen Rat, das Außenpolitische Institut in Stockholm und die International Political Science Association tätig.
Im Jahre 1996 wurde Andrén für seine Verdienste vom schwedischen König der Königliche Seraphinenorden verliehen.

## Veröffentlichungen (Auswahl)
- Den klassiska parlamentarismens genombrott i England (= Statsvetenskapliga Föreningen i Uppsala, Skrifter, Bd. 26). Almqvist & Wiksell, Uppsala 1947 (= Dissertation Universität Uppsala).
- The government of Sweden. Swedish Institute, Stockholm 1955.
- Modern Swedish Government. Almqvist & Wicksell, Stockholm 1961 (2. Aufl. 1968).
- The Party-system in Sweden. Swedish Institute, Stockholm 1961 (dt. Ausgabe 1962 u.d.T. "Die schwedischen Parteien").
- Government and politics in the Nordic countries. Denmark, Finland, Iceland, Norway, Sweden. Almqvist & Wiksell, Stockholm 1964.
- Power-balance and non-alignment. A perspective on Swedish foreign policy. Almqvist & Wiksell, Stockholm 1967.
- Die schwedische Sicherheitspolitik und das nordische Gleichgewicht. In: Europa-Archiv, Bd. 24 (1969), S. 823–832.
- The special conditions of the Baltic subregion. In: Robert S. Jordan (Hrsg.): Europe and the superpowers. Perceptions of European international politics. Allyn and Bacon, Boston 1971, S. 193–228.
- Swedens security policy. In: Cooperation and conflict, Bd. 7 (1972), S. 127–153.
- Desintegration in Skandinavien? In: Europa-Archiv, Bd. 30 (1975), S. 547–554.
- (Hrsg., mit Karl E. Birnbaum): Beyond détente. Prospects for East-West co-operation and security in Europe (= East-west persectives, Bd. 3). Sijthoff, Leyden 1976, ISBN 90-286-0226-7.
- Internationell Utveckling och svensk försvarsdoktrin. Folk och Försvar, Stockholm 1978.
- The Future of the Nordic balance. SSLP, Stockholm 1978.
- Prospects for the Nordic Security Pattern. In: Cooperation and conflict, Bd. 13 (1978), S. 181–192.
- Socialist Parties in Sweden. Foreing policy and neutrality. In: Werner J. Feld (Hrsg.): The foreign policies of West European socialist parties. Praeger, New York 1978, S. 27–43, ISBN 0-03-039381-7.
- The Nordic Balance. In: The Washington quarterly, Bd. 2 (1979), S. 49–62.
- (Hrsg.): Belgrade and beyond. The CSCE process in perspective (= East-west perspectives, Bd. 5). Sijthoff & Noordhoff, Alphen aan den Rijn 1980, ISBN 90-286-0250-X.
- Northern Europe in the perspective of detente. In: Wolf von Baudissin (Hrsg.): Zur Entspannungspolitik in Europa. Nomos, Baden-Baden 1980, S. 189–211, ISBN 3-7890-0539-8.
- Changing strategic perspectives in Northern Europe. In: Bengt Sundelius (Hrsg.): Foreign policies of Northern Europe. Westview Press, Boulder, Colo. 1982, S. 73–106, ISBN 0-89158-909-0.

- Gegenwärtige Sicherheitsprobleme in Nordeuropa. Das "Nordische Gleichgewicht" und seine Bedingungen. In: Aus Politik und Zeitgeschichte, Bd. 32 (1982), S. 3–13.
- Sweden's defence doctrines and changing threat perceptions. In: Cooperation and conflict, Bd. 17 (1982), S. 29–39.
- (mit Einar Lyth): Citizens in arms. The Swedish model. In: Gwyn Harries-Jenkins (Hrsg.): Armed forces and the welfare societies, challenges in the 1980s. St. Martin's Press, New York 1983, S. 124–157, ISBN 0-312-04926-9.
- Energy and Soviet foreign policy. In: Robert J. Lieber (Hrsg.): Will Europe fight for oil? Energy relations in the Atlantic area. Praeger, New York 1983, S. 105–121, ISBN 0-03-062032-5.
- Nordic integration and cooperation. Illusion and reality. In: Cooperation and conflict, Bd. 19 (1984), S. 251–262.
- Sweden. Neutrality, defense and disarmament. In: Dieter Blumenwitz (Hrsg.): Der Prager Vertrag. Kulturstiftung der deutschen Vertriebenen, Bonn 1985, S. 39–58, ISBN 3-88557-038-6.
- Not only submarines. A perspective on Swedish-Soviet relations. In: International relations, Bd. 8 (1986), S. 427–442.
- Political performance and public opinion on NATO's northern flank. In: Carol E. Baumann (Hrsg.): Europe in NATO. Deterrence, defense, and arms control. Praeger, New York 1987, S. 271–304, ISBN 0-275-92490-4.
- Menschenrechte und Sicherheitspolitik. Eine neutrale Perspektive. In: Hanns-Dieter Jacobsen (Hrsg.): Perspektiven für Sicherheit und Zusammenarbeit in Europa (= Schriftenreihe / Bundeszentrale für Politische Bildung, Bd. 268). Bonn 1988, S. 306–318, ISBN 3-89331-026-6.
- (mit Yngve Möller): Von Undén bis Palme. Schwedische Außenpolitik nach dem Zweiten Weltkrieg. Norstedt, Stockholm 1990, ISBN 91-1-897711-1.

- Sweden and Britain. A thousand years of friendship. Svenska institutet, Stockholm 1997, ISBN 91-520-0472-4.